# 斯普林克里克鎮區 (密蘇里州香農縣)
斯普林克里克鎮區（英語：Spring Creek Township）是位於美國密蘇里州香農縣的一個行政鎮區。

## 地方資料
斯普林克里克鎮區的面積為111.85平方千米，皆為陸地。根據2020年美國人口普查的數據，當地共有人口319人，而人口密度為每平方千米2.85人。